# Laubach (Francia)
Laubach è un comune francese di 305 abitanti situato nel dipartimento del Basso Reno nella regione del Grand Est.

## Società

### Evoluzione demografica
Abitanti censiti